# Mesoleptus maurus
Mesoleptus maurus là một loài tò vò trong họ Ichneumonidae.